# Diascia
Diascia é um gênero de traça pertencente à família Arctiidae.